# Figoni & Falaschi
Figoni & Falaschi war ein französisches Karosseriebauunternehmen, das in Boulogne-sur-Seine ansässig war.

## Unternehmensgeschichte
Der Betrieb wurde vom 1894 in Italien geborenen Giuseppe Figoni gegründet. Er baute Karosserien auf Fahrgestellen von Bugatti, Ballot und Duesenberg. Seine Spezialität waren Coupés und Cabriolets mit ausladenden Formen. Bekannt wurde er für seine Aufbauten auf Delage-Chassis.
1935 nahm Figoni seinen Landsmann Ovidio Falaschi in sein Unternehmen, da dieser das nötige Kapital für die Ausweitung der Geschäfte mitbrachte. Das erste Fahrzeug, das den Namen Figoni & Falaschi trug, war ein Delahaye Type 135. Im Zweiten Weltkrieg wurden die Fabrikanlagen von den deutschen Besatzern zur Herstellung von Flugzeugbauteilen eingesetzt. 1948 nahm man die Karosserieherstellung wieder auf, und wieder entstand das erste Fahrzeug auf Basis eines Delahaye Type 135. Im Folgejahr entstanden auch Karosserien für den Talbot-Lago 26.
1950 zog sich Falaschi aus Altersgründen aus dem Unternehmen zurück, zumal immer mehr Automobilhersteller selbsttragende Karosserien eigener Fertigung anboten. Figoni betrieb den Karosseriebau für Simca-, Bentley- und Citroën-Fahrzeuge noch bis 1955.
Die Entwürfe von Figoni & Falaschi beeinflussten die Arbeiten einiger anderer Karosseriehersteller, unter ihnen Carrosserie Hartmann in Lausanne, der mit seinem Cadillac V16 Hartmann Cabriolet einen Figoni-Falaschi-Entwurf imitierte.

## Galerie

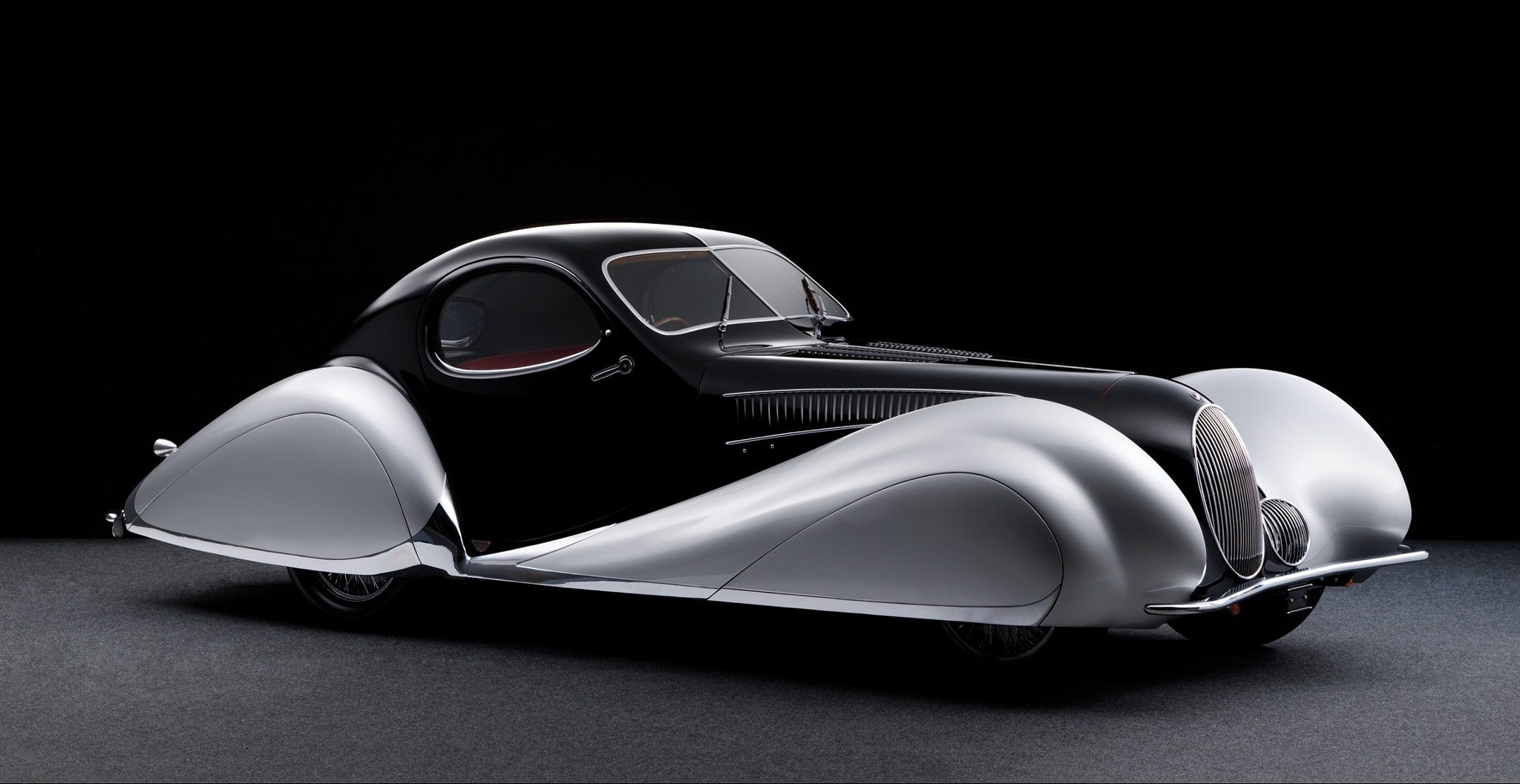
Talbot-Lago
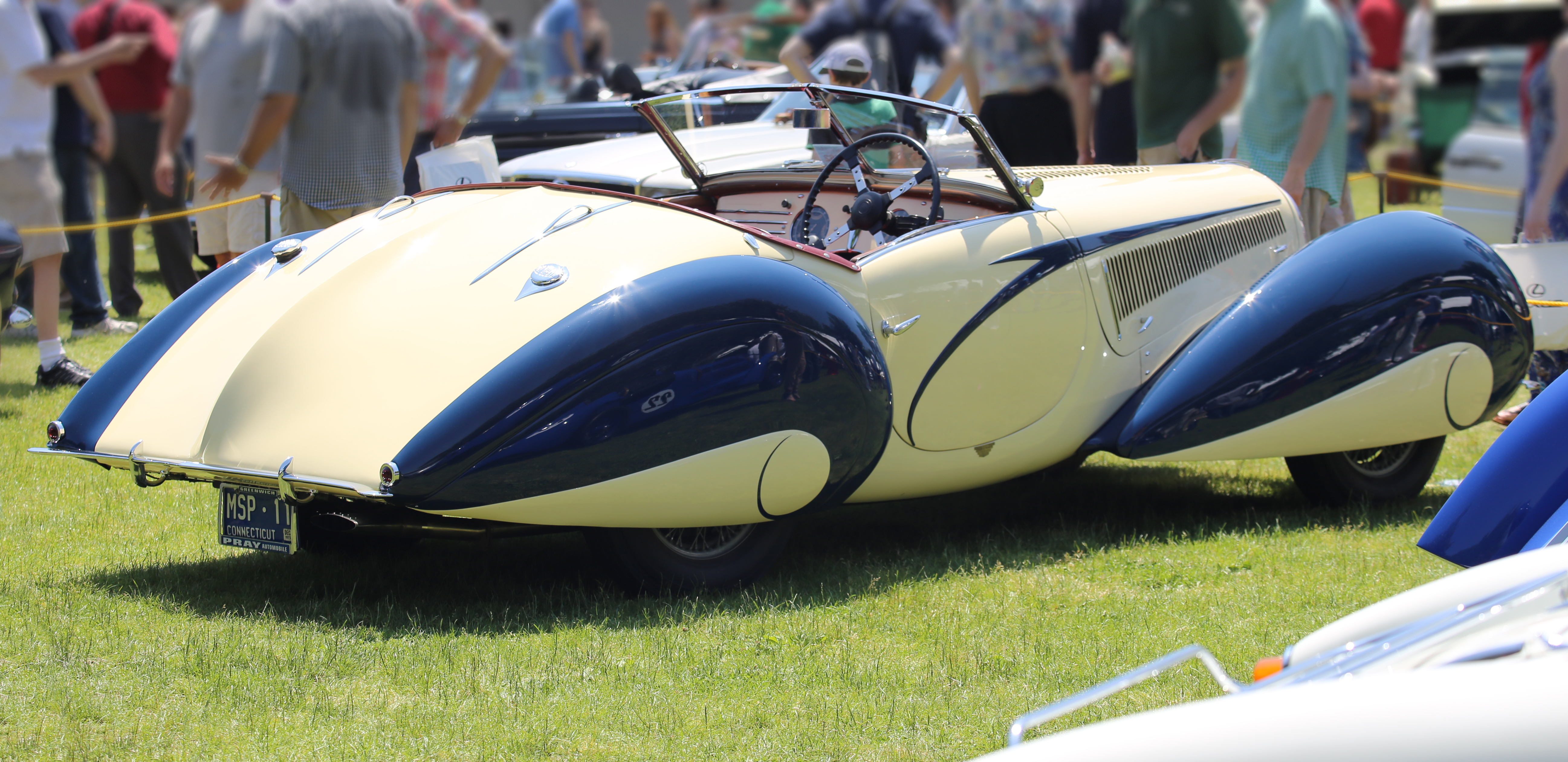
Delahaye 135M Phaeton Grand Sport (1937)
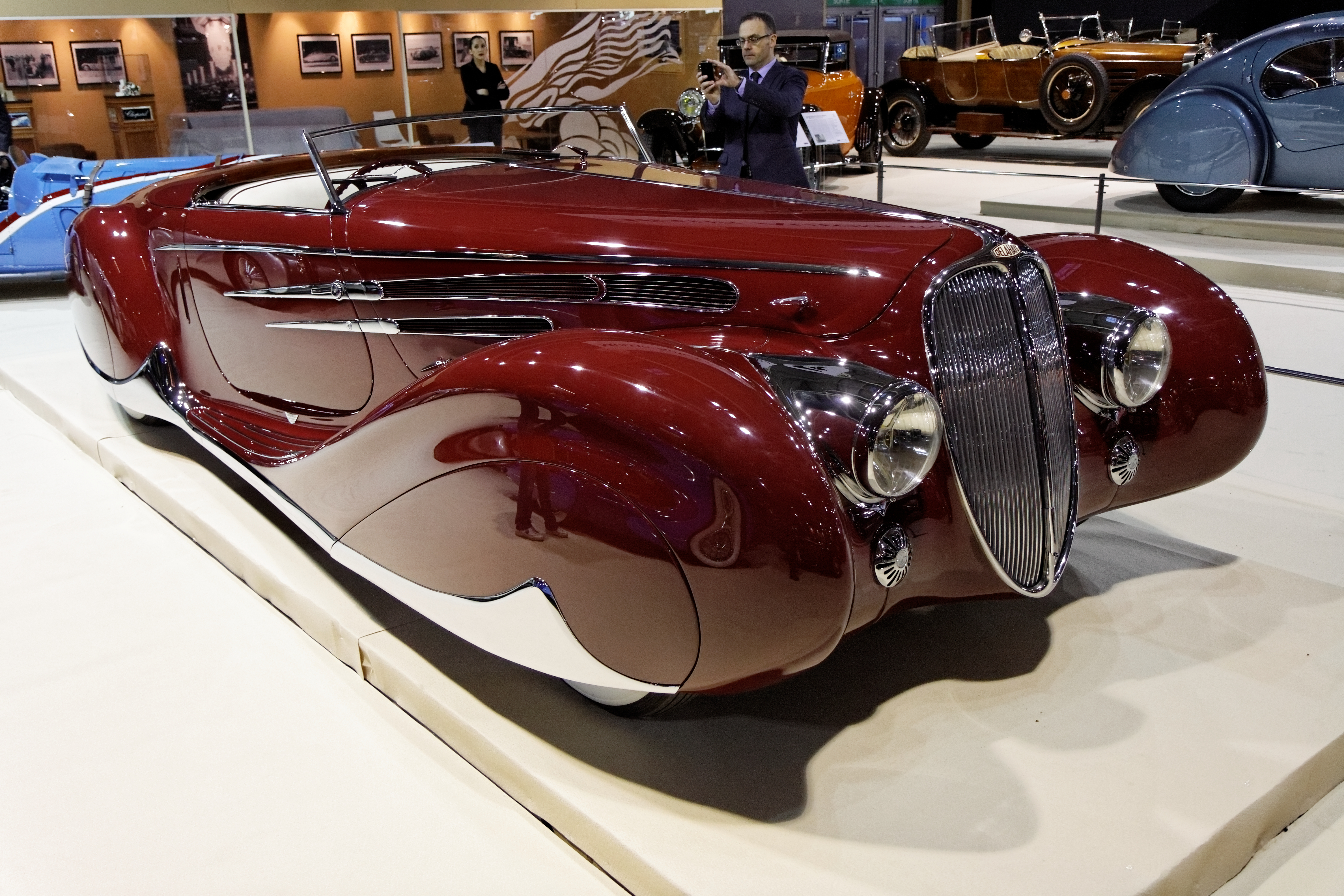
Delahaye Type 165
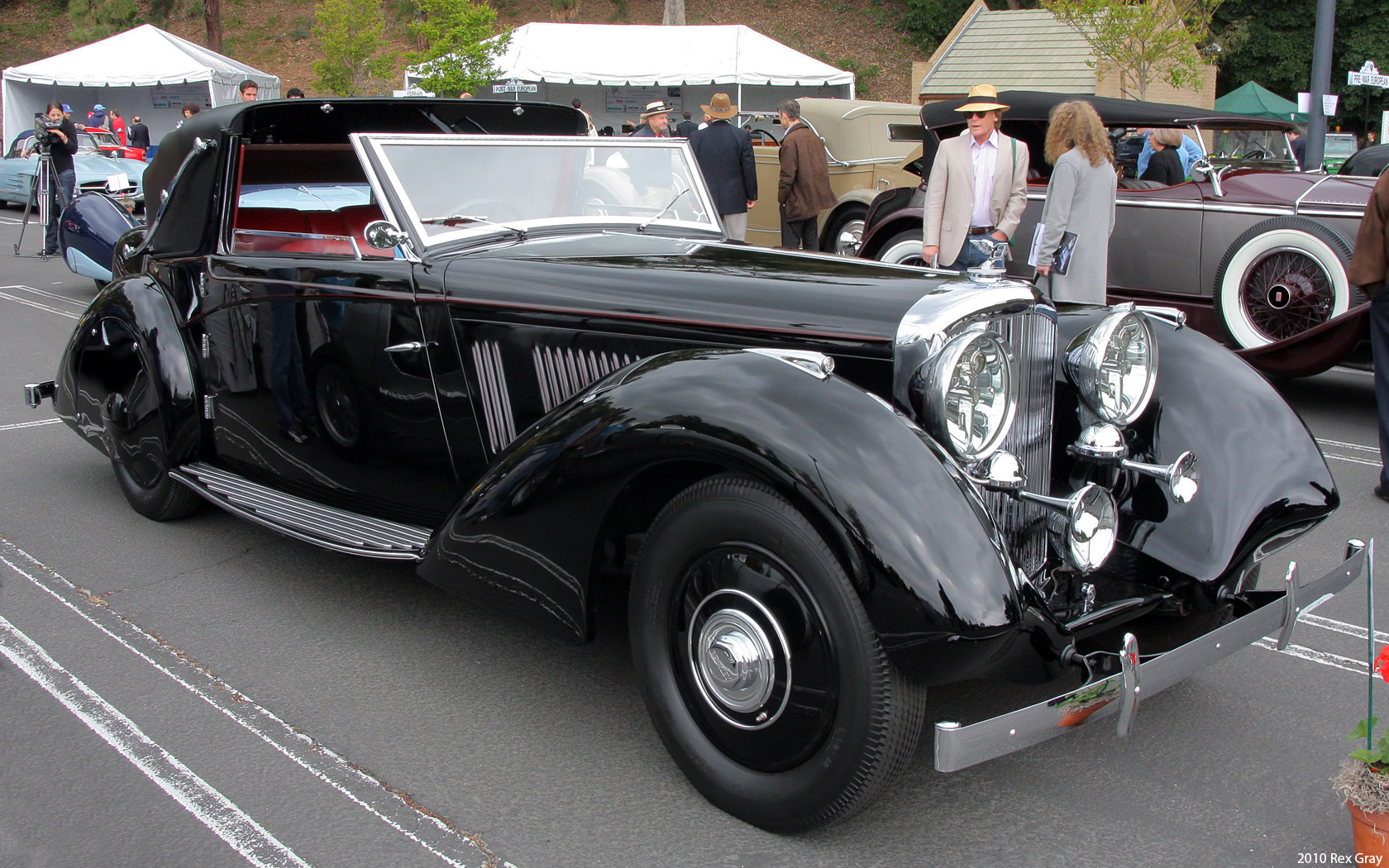
Bentley 3,5 Litre.jpg (1936)